# Divilacan
Divilacan è una municipalità di quarta classe delle Filippine, situata nella Provincia di Isabela, nella Regione della Valle di Cagayan.
Divilacan è formata da 12 baranggay:
- Bicobian
- Dicambangan
- Dicaroyan
- Dicatian
- Dilakit
- Dimapnat
- Dimapula (Pob.)
- Dimasalansan
- Dibulos
- Dipudo
- Ditarum
- Sapinit